# منتخب زمبابوي للكريكت
منتخب زمبابوي للكريكت (بالإنجليزية: Zimbabwe national cricket team)‏ هو ممثل زيمبابوي الرسمي في المنافسات الدولية في الكريكت . تأسس في 1981.

## وصلات خارجية
- الموقع الرسمي